# Don Giovanni e Lucrezia Borgia
Don Giovanni e Lucrezia Borgia (Don Juan) è un film del 1926 diretto da Alan Crosland e distribuito dalla Warner Brothers. Il film è ispirato al personaggio di Don Giovanni da una satira di George Gordon Byron.
È stato il primo film muto ad essere accompagnato da una componente sonora (comprendente una ricercata selezione di musica classica ma nessun dialogo) realizzata con il sistema Vitaphone. Il regista Alan Crosland firmerà anche la regia di Il cantante di jazz, considerato erroneamente il primo film sonoro della storia del cinema, ma in realtà vista la presenza di un suono registrato e sincronizzato il primo film sonoro della storia del cinema è proprio Don Giovanni e Lucrezia Borgia.
Memorabile la sequenza del duello tra Don Giovanni e Giano Donati, per l'ardito ed estroso montaggio. Il film, inoltre, detiene un curioso record: i protagonisti si baciano ben 127 volte.

## Trama
Don José de Marana, sconvolto dalla scoperta dell'infedeltà della moglie, mura vivo l’amante di lei nel suo rifugio segreto e caccia la donna dal castello. Tradito anche dalla sua ultima amante, Donna Isobel, finisce pugnalato a morte. Sul letto di morte, affida al figlio Don Juan un crudele insegnamento: prendere tutto dalle donne ma non cedere mai nulla. Dieci anni più tardi, il giovane Don Juan, appena laureato all’Università di Pisa, è ormai noto come affascinante seduttore. Tra le tante donne che lo desiderano c'è la potente Lucrezia Borgia  che lo invita a un sontuoso ballo presso la sua corte, dove spiccano anche Cesare Borgia e il fedele Leandro. Ma Don Juan non si lascia sedurre: il suo cuore è stato conquistato da Adriana della Varnese, figlia del duca Della Varnese e assistita dalla fedele Rena. Il disprezzo manifestato da Don Juan verso Lucrezia alimenta l’odio di quest’ultima verso Adriana. Insieme a Cesare, Lucrezia trama per maritare la giovane al conte Donati e per avvelenare il duca. Don Juan, aiutato dal servo Pedrillo e da altri fedeli del duca, sventa la congiura e ottiene l’amore di Adriana. Ma la vendetta dei Borgia è spietata: dichiarano guerra ai seguaci del duca e offrono la pace solo se Adriana sposerà Donati. Don Juan, nel frattempo, rifiuta di sposare Lucrezia e finisce incarcerato. Dopo un'audace fuga, sfida Donati in duello e lo uccide ma viene nuovamente messo in carcere insiewme ad Adriana a Castel Sant'Angelo. Tra inganni e pericoli, l’amore tra Don Juan e Adriana resiste, mentre il destino lo conduce verso lo scontro finale.

## Produzione
Il film fu prodotto dalla Warner Bros.

## Distribuzione
Distribuito dalla Warner Bros., il film uscì nelle sale cinematografiche USA il 19 febbraio 1927.  L'anno prima,  il 6 agosto 1926, era stato presentato in anteprima al Warners Theatre di New York.